# Gregory Kriesel
Gregory David Kriesel, pseud. Greg K. (ur. 20 stycznia 1965 w Glendale) – były basista i współzałożyciel zespołu The Offspring; śpiewa w chórkach.

## Życiorys

### Życie osobiste
Gregory David Kriesel, bardziej znany jako Greg K., urodził się 20 stycznia 1965 roku w Glendale. Jego ojciec był bankowcem inwestycyjnym, zaś zawód matki nie jest znany. Ma młodszego brata.
Uczęszczał do szkoły Pacifica High School w Garden Grove, w Kalifornii, gdzie poznał Dextera, z którym założył później zespół. Razem z wokalistą The Offspring działał w kole matematycznym i biegał w biegach przełajowych. W czasach szkolnych grał także w drużynie baseballowej. Szkołę ukończył w 1983 roku. Potem uczęszczał do Golden West Junior College, gdzie zdobył tytuł magistra w zakresie finansów. Planował zdawać do szkoły prawniczej, jednak plany te pokrzyżował sukces osiągnięty z zespołem.
W 1998 roku ożenił się z Jane Costello, z którą ma czterech synów.
28 maja 2008 Kriesel ogłosił na stronie internetowej zespołu, że robi przerwę w tournée The Offspring z powodów rodzinnych i zamierza wrócić do koncertów w połowie czerwca. Na scenie zastępował go Scott Shiflett, basista Face To Face. Owym powodem rodzinnym okazały się być narodziny dziecka, dzięki którym Greg po raz czwarty został ojcem.
Obecnie mieszka z rodziną w Cypress, w Kalifornii.
Greg chętnie grywa w golfa. Uprawia BASE jumping i wędkuje. Kolekcjonuje kapelusze.